# ستيوارت غراي
ستيوارت غراي (بالإنجليزية: Stuart Gray)‏ (19 أبريل 1960 المملكة المتحدة - ) هو لاعب كرة قدم بريطاني يلعب كلاعب وسط.

## روابط خارجية
- ستيوارت غراي على موقع قاعدة بيانات كرة القدم.إي يو (الإنجليزية)
- ستيوارت غراي على موقع Soccerbase.com (مدرب) (الإنجليزية)